# 2014년 부르키나파소 봉기
2014년 부르키나파소 봉기(프랑스어: Révolution de 2014 au Burkina Faso)는 2014년 10월 말에 부르키나파소의 여러 도시에서 일어난 일련의 봉기이다. 이 시위는 부르키나파소의 대통령인 블레즈 콩파오레가 27년의 임기를 연장하기 위해 대통령의 임기 제한을 폐지하는 헌법 개헌에 반대하면서 시작되었다. 결국, 10월 30일에 전 국방장관 코우아메 로에제가 봉기에 참여하고 의회 건물, 정부 청사, 집권당인 민주와 진보 회의 당사가 전소하면서 콩파오레는 정부를 해산하고 비상사태를 선포했다.
결국 정부는 전복되고 장군 오노레 트라오레가 임시정부를 수립하고 12개월 내에 대선을 열 것이라고 말했다. 처음에 전 대통령 콩파오레는 사임을 거부했으나, 하루 후인 10월 31일에 각계의 압력으로 사퇴하면서 27년간의 독재가 끝나게 되었다. 이후, 오노레 트라오레 장군이 임시 정부 수반이 되었다. 그러나, 다음 날인 11월 1일 중령 아이작 지다가 트라오레의 인기없음을 들어 자신이 대통령이라고 선언했다. 군사 참모본부는 지다가 만장일치의 찬성으로 대통령이 되었다고 말했다. 의회 야당은 군부의 정권 탈취에 대해 반대했다. 이후 11월 2일부터 시위가 재개했다. 이 때 경찰의 대응으로 인해 1명 이상이 사망했다. 11월 3일에는 아프리카 연합이 15일 내에 군정을 중단하라고 말했다.

## 배경
2000년 개정된 부르키나파소 헌법에 따라 대통령의 임기는 5년간 2번의 임기로 제한되었다. 그러나, 이 임기 제한은 소급적용이 되지 않기 때문에 1987년부터 집권한 대통령 블레즈 콩파오레는 2005년과 2010년 대선에 출마에 2번의 임기를 거쳤다.
2015년 부르키나파소 대선에서는 콩파오레가 헌법을 개정하여 대통령 임기 제한을 없애 27년간의 독재 임기를 연장하고자 했다. 그 결과, 의회 야당이 이에 반대해 시위를 시작했다.
2011년 부르키나파소 시위 또한 침체된 경제와 긴 독재 상태에 항의하여 일어났으나 실패했다.